# حوزه انتخابیه ششم ویرجینیا
حوزه انتخابیه ششم ویرجینیا یک حوزه انتخابیه مجلس نمایندگان آمریکا است که در ایالت ویرجینیا قرار دارد.